# Unión mundial de estudiantes judíos
La Unión Mundial de Estudiantes Judíos (en inglés: World Union of Jewish Students) (WUJS) es una organización internacional, plural, no partidista, que reúne hasta 48 asociaciones nacionales judías de estudiantes del mundo. Fue fundada en 1924 por Hersch Lauterpacht. El objetivo de la Unión Mundial de Estudiantes Judíos es fomentar la unión de los estudiantes judíos en todo el mundo y fomentar su participación en el cumplimiento de las aspiraciones del pueblo judío, su continuidad, y el desarrollo de la su herencia religiosa, cultural, y social ". la sede de la unión está en Jerusalén, Israel. 